# Actinocephalus koernickeanus
Actinocephalus koernickeanus är en gräsväxtart som beskrevs av Trovó och F.N.Costa. Actinocephalus koernickeanus ingår i släktet Actinocephalus och familjen Eriocaulaceae. Inga underarter finns listade i Catalogue of Life.